# Miconia oellgaardii
Miconia oellgaardii är en tvåhjärtbladig växtart som beskrevs av E.Cotton. Miconia oellgaardii ingår i släktet Miconia och familjen Melastomataceae. IUCN kategoriserar arten globalt som sårbar. Inga underarter finns listade i Catalogue of Life.